# Кемпфе, Гельмут
Гельмут Кемпфе (нем. Helmut Kämpfe; 31 июля 1909, Йена — 10 июня 1944, Орадур-сюр-Глан) — немецкий офицер СС, кавалер Рыцарского креста Железного креста, нагрудных знаков «За ранение» в серебре, «За ближний бой» в золоте и «За участие в общих штурмовых атаках». Был убит французскими партизанами. Это событие послужило поводом для расправы нацистов над жителями сожжённой дотла деревни Орадур-сюр-Глан.

## Биография
На фронте с 1939 года. Участвовал в кампаниях вермахта в Польше, Франции и Советском Союзе. 10 декабря 1943 года награждён Рыцарским крестом Железного креста за участие в боях на Восточном фронте. В декабре 1943 года по приказу командования переброшен с частями 2-й дивизии СС во Францию, где получил командование над 3-м батальоном 4-го полка СС «Дер Фюрер».
9 июня 1944 года его батальон отправлялся в Нормандию для помощи немецким дивизиям в отражении атак англо-американских войск. По пути батальон столкнулся с силами французских партизан, которые захватили Кемпфе в плен (батальон успел пройти через Шессу, Брейофу Лимож). В Лиможе Кемпфе оставил свои документы, которые впоследствии обнаружил Сильвестр Штадлер, командир полка. Возглавлял группу партизан Жан Каню, который передал пленного офицера в распоряжение другого партизана Жоржа Гингуна.
Штурмбанфюрер СС Адольф Дикманн, командовавший 1-м батальоном, направился в деревню Орадур-сюр-Глан, где, как ему сообщили, и прятали пленного Кемпфе. Он должен был вступить в переговоры с партизанами и предложить им обменять пленного офицера на 30 партизан. Однако в ночь с 9 на 10 июня партизаны расстреляли пленного Кемпфе и сожгли его труп. На следующий день Дикманн узнал о случившемся и отправил карательный отряд, который и устроил резню в деревне.
Уже потом после войны Гельмута Кемпфе перезахоронили в Бернойле (департамент Верхняя Вьенна). Впоследствии ходили слухи, что его казнили в деревне Орадур-сюр-Вайрес, а немцы просто перепутали деревни.